# Gatyáskuvik
A gatyáskuvik (Aegolius funereus) a madarak osztályának a bagolyalakúak (Strigiformes) rendjébe, a bagolyfélék (Strigidae) családjába tartozó faj.

## Rendszerezése
A fajt Carl von Linné svéd természettudós írta le 1758-ban, a Strix nembe Strix funerea néven.

## Alfajai
- Tien-san hegységi gatyáskuvik (Aegolius funereus beickianus) Stresemann, 1928 – Tien-san hegység
- kaukázusi gatyáskuvik (Aegolius funereus caucasicus) (Buturlin, 1907) – Kaukázus
- európai gatyáskuvik (Aegolius funereus funereus) (Linnaeus, 1758) – Skandinávia, a balti államok, Szibéria az Ural hegységig
- észak-ázsiai gatyáskuvik (Aegolius funereus magnus) (Buturlin, 1907) – Szibéria az Ural hegységtől keletre, Kamcsatka és Szahalin
- mongol gatyáskuvik (Aegolius funereus pallens) (Schalow, 1908) – Mongólia, Északkelet-Kína
- amerikai gatyáskuvik (Aegolius funereus richardsoni) (Bonaparte, 1838) – Alaszka, Kanada és az Egyesült Államok északi része]
- közép-ázsiai gatyáskuvik (Aegolius funereus sibiricus) (Buturlin, 1910) – Közép-Ázsia

## Előfordulása
Szigetszerűen Európában, Skandináviában, Szibériában és  Észak-Amerikában fészkel. Természetes élőhelyei a tűlevelű erdők és mérsékelt övi erdők. Állandó, de kóborló faj.

## Kárpát-medencei előfordulása
Magyarországon kis számban fészkel, de inkább kóborlóként van jelen.

## Megjelenése
Testhossza 24-26 centiméter, szárnyfesztávolsága 54-62 centiméter, a testtömege pedig 100-190 gramm. A tojó nagyobb. Csüdje tollas, hogy kis áldozatok ne tudják megharapni. Csőre horgas, színe piszkos fehér.
|  |

## Életmódja
Apró rágcsálókkal táplálkozik, főleg pockokat, egereket, cickányokat és peléket fogyaszt, de kisebb madarakat is eszik. Éjszaka és nesztelenül cserkészi be áldozatát.

## Szaporodása
Fészket nem épít, keres egy megfelelő faodút és oda fészkel. A tojó 2-8 fehér tojást rak, melyeken 27-29 napot ül. A fiókák 29-38 nap múlva kirepülnek.
|  |  |

## Természetvédelmi helyzete
Az elterjedési területe rendkívül nagy, egyedszáma szintén nagy és stabil. A Természetvédelmi Világszövetség Vörös listáján nem fenyegetett fajként szerepel. Magyarországon védett, természetvédelmi értéke 50 000 forint.